# Stondon Massey
Stondon Massey est un village et une paroisse civile de l'Essex, en Angleterre.